# Gneisenau-Kaserne (Koblenz)
Die Gneisenau-Kaserne, benannt nach August Neidhardt von Gneisenau, ist eine Kaserne in Koblenz. Sie wurde von 1936 bis 1938 auf der Horchheimer Höhe als eine von mehreren Kasernenneubauten für die Wehrmacht erbaut.

## Geschichte
Im Zuge der Remilitarisierung der Rheinlande 1936 wurde in Koblenz eine Reihe neuer Kasernen errichtet, da die meisten alten Standorte durch die Entmilitarisierung infolge des Versailler Vertrags nicht mehr zur Verfügung standen. Nach etwa zweijähriger Bauzeit erfolgte am 30. Oktober 1938 die Übergabe der Kaserne an das III. Bataillon des Infanterieregiments 80. Nach dem Zweiten Weltkrieg übernahm zunächst die amerikanische Armee den Standort, die hier unter anderem ein Lager für Displaced Persons – hauptsächlich ehemalige polnische Zwangsarbeiter – unterhielt. Anfang Mai 1949 ging die Kaserne an die französische Besatzung über, die den Komplex in Caserne Jeanne d’Arc umbenannte. Am 3. Januar 1957 übergab die französische Armee den Standort an die Bundeswehr, die die Kaserne bis Februar 1957 mit dem Panzer-Grenadier-Bataillon 5 belegte. Bis 1992 waren dann Truppenteile der Panzerbrigade 14, später umbenannt in 34 stationiert. Unter anderem das Panzerbataillon 341 und das Panzergrenadierbataillon 342 (bis 2001) und die Stabskompanie der Panzerbrigade (bis 1994). Bis heute ist hier das Heeresmusikkorps Koblenz stationiert. Die Aufgabe der Liegenschaft durch die Bundeswehr wurde 2018 durch das Bundesministerium der Verteidigung zurückgenommen.

## Planung
Im Dezember 2020 wurde bekannt, dass die ehemalige Kaserne für etwa 250 Millionen Euro umgebaut werden solle. Es sollen vorrangig Bürogebäude entstehen, die das Bundesamt für Ausrüstung, Informationstechnik und Nutzung der Bundeswehr (BAAINBw) beziehen wird.